# Gare de Watrous
La  gare de Watrous dans la ville de Watrous en Saskatchewan est desservie par Via Rail Canada. C'est une gare sans personnel. Il y a 3 trains par semaine, dans chaque direction.